# إنجي عبده
إنجي عبده (بالإنجليزية: Angie Abdou) (11 مايو 1969، موسجاو في كندا)؛ كاتِبة وروائية كندية.